# Klava Koka
Klava Koka (ros. Клава Кока), właśc. Kławdija Wadimowna Wysokowa (ros. Клавдия Вадимовна Высокова; ur. 23 lipca 1996 w Jekaterynburgu) – rosyjska piosenkarka popowa, autorka tekstów, YouTuberka, wideoblogerka i prezenterka telewizyjna. Prowadząca rosyjskiej edycji programu Orzeł i Reszka (2018).
W 2019 roku została nominowana do nagrody Nickelodeon Kids’ Choice Awards w kategorii „Ulubiony rosyjski vloger muzyczny”.

## Życiorys
Urodziła się 23 lipca 1996 roku w Jekaterynburgu w wielodzietnej rodzinie. Ma brata Leo i siostrę Ladę. Wysokowa od najmłodszych lat rozwijała wiele swoich hobby, m.in. taniec, pływanie, szermierka, a także śpiewała w chórze jazzowym, jak i angielskim. Gdy miała trzynaście lat wraz z rodziną przeprowadziła się na stałe do Moskwy.
Po ukończeniu szkoły ogólnokształcącej planowała rozpocząć studia na wydziale produkcyjnym Wszechrosyjskiego Państwowego Uniwersytetu Kinematografii im. S.A. Gierasimowa, jednak jak sama wyznała w wywiadzie zabrakło jej jednego punktu z egzaminu państwowego, który był wymagany do przyjęcia na ten uniwersytet, w związku z czym zdecydowała się na studia na wydziale służby publicznej i zarządzania w Rosyjskiej Akademii Gospodarki Narodowej i Administracji Publicznej przy Prezydencie Federacji Rosyjskiej.

## Kariera

### 2010–2015: Początki kariery, udziały w talent show i debiutancki album
W 2010 roku Kławdija napisała swoją autorka piosenkę pt. „Cuz I See”, którą opublikowała w intrenecie pod pseudonimem Klava Koka. Dwa lata później wzięła udział w międzynarodowym festiwalu „Ja – artyst” i dotarła do finału. Karierę muzyczną rozpoczęła w 2015 roku, wówczas wzięła udział w trzeciej edycji programu Glawnaja Scena, który był rosyjskim odpowiednikiem X Factora. Odcinek z jej udziałem został wyemitowany na kanale Rossija 1, dzięki czemu szybko stało się głośno o jej występie. Jednakże w samym programie nie osiągnęła sukcesu, gdyż już na etapie przesłuchań została skrytykowana i odrzucona przez jury, w którym zasiadali m.in. Irina Allegrowa i Walerij Leontjew. W tym samym roku pomimo porażki w talent show wydała swój debiutancki album pt. „Cousteau” zachowany w stylu country i popowym, a później po wzięciu udziału w programie „Molodaja Krow'” podpisała kontrakt nagraniowy z wytwórnią Black Star Inc., za którą wówczas odpowiadał rosyjski raper Timati.

### 2016–2017: Duet z Olgą Buzową i rozpoczęcie wideobloga

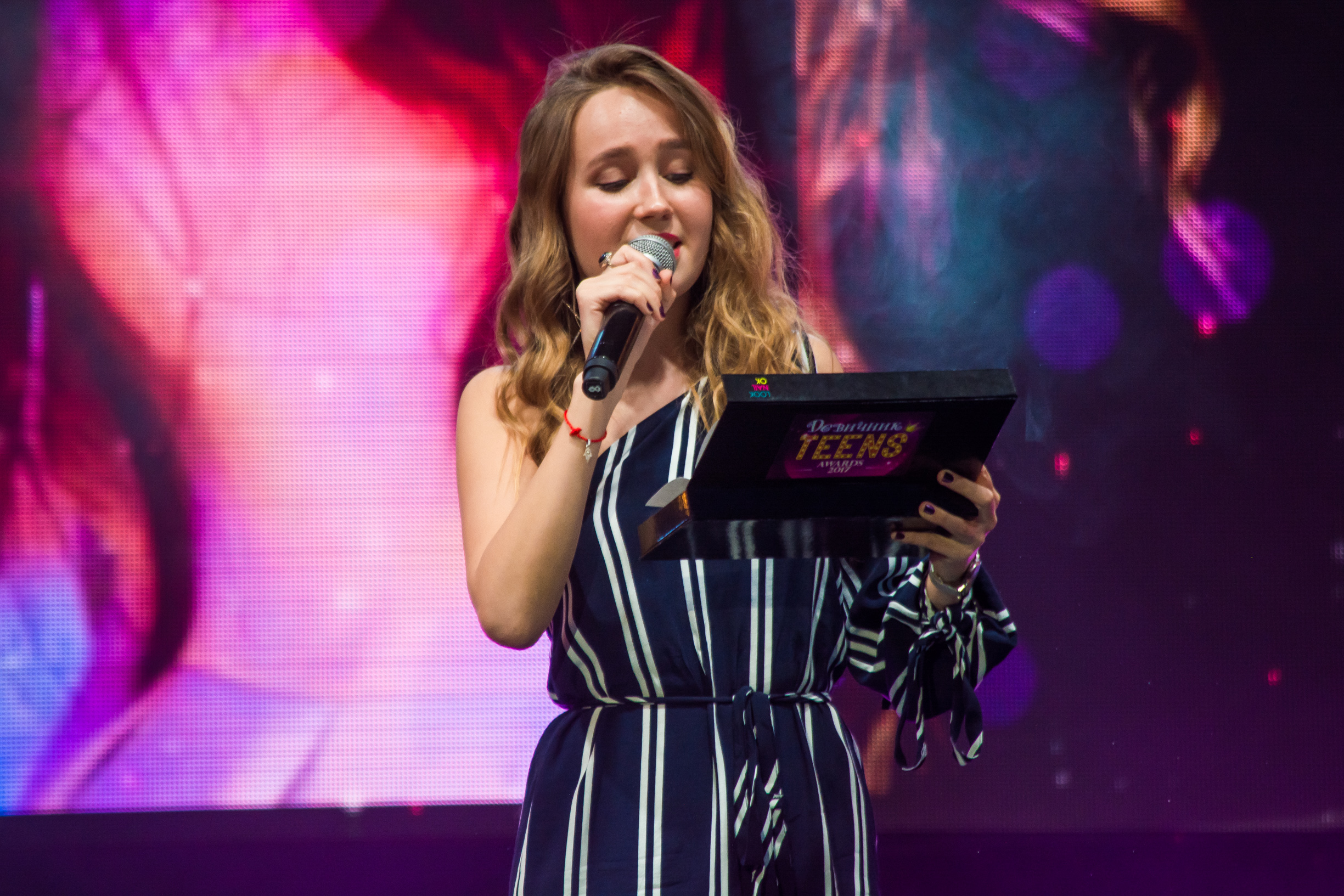
Klava Koka w trakcie prowadzenia koncertu Dewicznik Teens 2017 (marzec 2017)

18 maja 2016 roku wydała singel „Jesli…” nagrany z rosyjską piosenkarką Olgą Buzową. tj. po raz pierwszy we współpracy z innym artystą.
Rok później wokalistka rozpoczęła swój wideoblog w serwisie YouTube. Dużą popularność zyskała seria „Klava Translejt”, w którym Koka śpiewa zagraniczne hity po rosyjsku oraz „CocaPella”, w którym śpiewa a cappella rosyjskojęzyczne utwory.

### 2018–2021: Rozwój kariery muzycznej, sukcesy na listach notowań, nagrody i nominacje

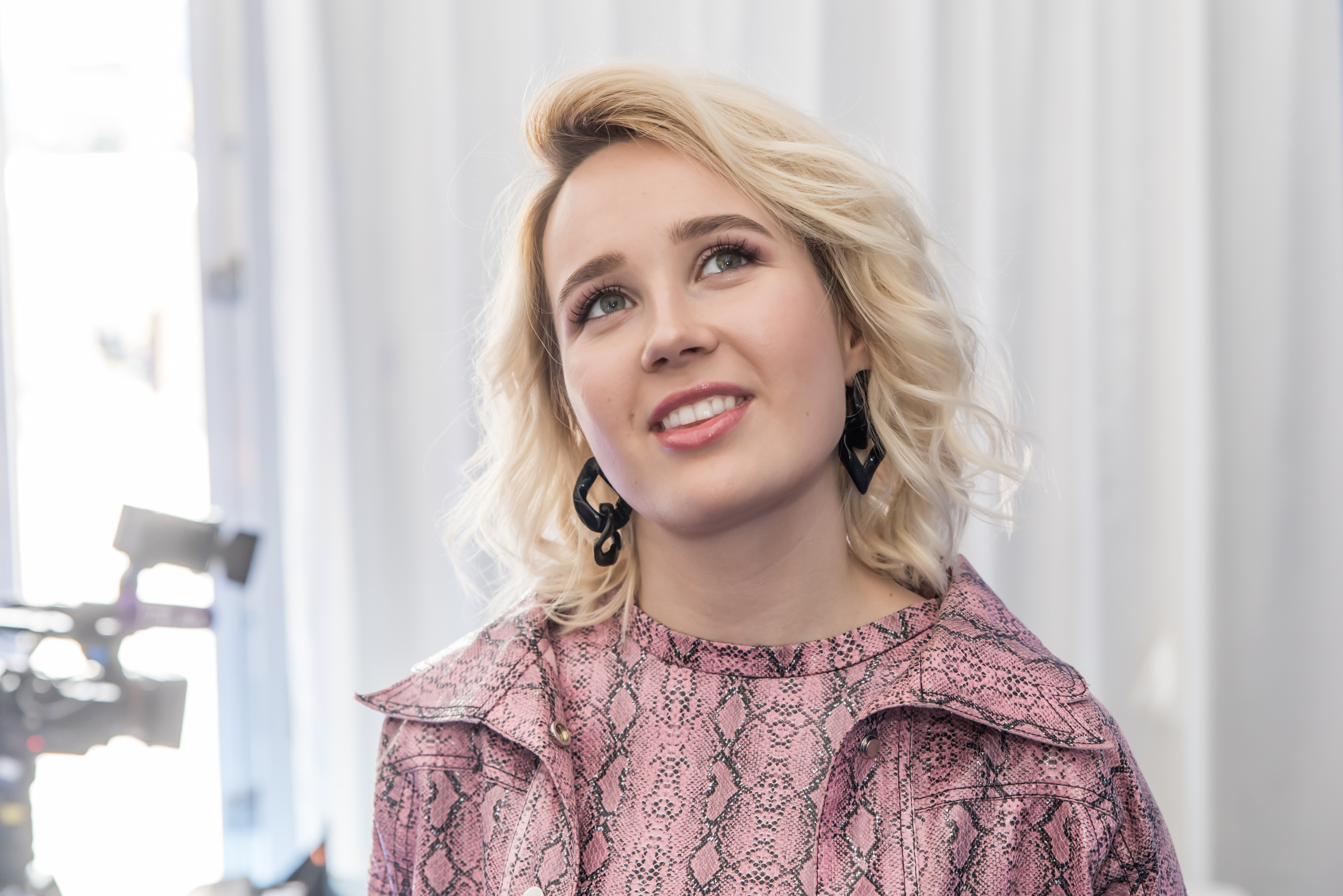
Koka podczas wywiadu na wydarzeniu VK Fest 5 (lipiec 2019)

W 2018 została prowadzącą rosyjskiej edycji programu Orzeł i Reszka na rosyjskim kanale telewizyjnym Friday!.
W 2019 radykalnie zmieniła swój wizerunek i styl muzyczny z country na popowy wydając singel „Wliublena w MDK”, który przyniósł jej pierwsze wysokie miejsca na listach notowań w Rosji.
18 listopada wydała wspólny singel z rosyjskim raperem Morgenshtern pt. „Mne poh”. Był to pierwszy singel wokalistki, który dotarł na szczyt listy notowań YouTube oraz Radio & YouTube na Ukrainie, listy AirPlay w Rosji oraz YouTube we Wspólnocie Niepodległych Państw. Cztery dni później wydała swój pierwszy album studyjny zatytułowany „Neprilichno o lichnom”, który dotarł na 3. miejsce oficjalnej listy sprzedaży albumów w Rosji.
W 2020 wydała wiele popularnych singli, w tym m.in. „Pokinula czat” i „Krasz”, które odniosły ogólnokrajowy sukces, a Tophit umieścił oba single w piętnastopozycyjnym zestawieniu najczęściej słuchanych utworów w Rosji w 2020 roku. Druga piosenka z wyżej wymienionych uzyskała ponad 189 milionów wyświetleń na YouTube, co pozwoliło Kławdiji na znalezienie się w czołówce rankingu artystów najczęściej odtwarzanych na terytorium Rosji w serwisie YouTube. Była pierwszą kobietą w Rosji, która tego dokonała, co podkreślił sam tygodnik Billboard. Za ten utwór wokalistka uzyskała także wiele nominacji i nagród w kraju.
7 sierpnia 2020 wyemitowano pierwszy odcinek programu DFM Dance Chart na kanale Muz-TV z udziałem piosenkarki jako prezenterki.
W 2020 otrzymała dwie nominacje do Rosyjskiej Nagrody Muzycznej „Victoria”. W tym samym roku wygłosiła także przemówienie podczas rosyjskiej gali Europejskich Nagród Muzycznych MTV 2020, gdzie została nominowana w kategorii Najlepszego Wykonawcy Rosyjskiego.
13 marca 2021 została twarzą kanału telewizyjnego Sobota! skierowanego do kobiet, gdzie wystąpiła w filmach promocyjnych stacji.
7 stycznia 2023 została objęta sankcjami przez rząd Ukrainy za milczenie w związku z inwazją Rosji na Ukrainę.

## Dyskografia

### Albumy studyjne
| Rok                                                     | Album | Najwyższa pozycja na liście |
| Rok                                                     | Album | RUS                         |
| ------------------------------------------------------- | --- | --------------------------- |
| 2015                                                    | Kusto (jako Kławdija Koka) - Wydany: 17 marca 2015 - Wytwórnia: wydanie własne - Format: digital download, media strumieniowe | –                           |
| 2019                                                    | Neprilichno o lichnom - Wydany: 22 listopada 2019 - Wytwórnia: Black Star Inc. - Format: digital download, media strumieniowe | 3                           |
| „–” oznacza, że album nie był notowany na danej liście. | |                             |

### Single

#### Jako główna artystka
| Rok                                                      | Tytuł                                                | Najwyższe pozycje na listach | Najwyższe pozycje na listach | Najwyższe pozycje na listach | Najwyższe pozycje na listach | Najwyższe pozycje na listach | Najwyższe pozycje na listach | Najwyższe pozycje na listach | Najwyższe pozycje na listach | Najwyższe pozycje na listach | Najwyższe pozycje na listach | Najwyższe pozycje na listach | Najwyższe pozycje na listach | Najwyższe pozycje na listach | Album                              |
| Rok                                                      | Tytuł                                                | RUS                          | RUS                          | RUS                          | RUS                          | BLR                          | LAT                          | UKR                          | UKR                          | UKR                          | UZB                          | WNP                          | WNP                          | WNP                          | Album                              |
| Rok                                                      | Tytuł                                                | AirPlay                      | Radio                        | YouTube                      | All Media                    | BLR                          | LAT                          | Radio                        | YouTube                      | All Media                    | UZB                          | Radio                        | YouTube                      | All Media                    | Album                              |
| -------------------------------------------------------- | ---------------------------------------------------- | ---------------------------- | ---------------------------- | ---------------------------- | ---------------------------- | ---------------------------- | ---------------------------- | ---------------------------- | ---------------------------- | ---------------------------- | ---------------------------- | ---------------------------- | ---------------------------- | ---------------------------- | ---------------------------------- |
| 2016                                                     | „Maj”                                                | 98                           | 515                          | X                            | 147                          | –                            | –                            | 721                          | X                            | X                            | –                            | 180                          | 23                           | 147                          | –                                  |
| 2016                                                     | „Jesli...” (gościnnie: Olga Buzowa)                  | –                            | –                            | X                            | –                            | –                            | –                            | –                            | X                            | X                            | 58                           | –                            | –                            | –                            | –                                  |
| 2016                                                     | „Ne otpuskaj”                                        | –                            | 967                          | X                            | 163                          | –                            | –                            | –                            | X                            | X                            | –                            | 256                          | 31                           | 163                          | –                                  |
| 2016                                                     | „Tisze”                                              | –                            | –                            | –                            | –                            | –                            | –                            | –                            | X                            | X                            | –                            | –                            | –                            | –                            | –                                  |
| 2017                                                     | „Ja ustala”                                          | –                            | 474                          | 56                           | 181                          | –                            | –                            | –                            | X                            | X                            | X                            | 446                          | 56                           | 181                          | –                                  |
| 2017                                                     | „Terjaju seb’ja” (oraz DJ Daveed)                    | –                            | –                            | –                            | –                            | –                            | –                            | –                            | X                            | X                            | X                            | –                            | –                            | –                            | Dnewnik Pam’jati                   |
| 2017                                                     | „Gde ty?”                                            | –                            | –                            | –                            | –                            | –                            | –                            | –                            | X                            | X                            | X                            | –                            | –                            | –                            | –                                  |
| 2017                                                     | „Netu wremeni”                                       | –                            | –                            | 37                           | 281                          | –                            | –                            | –                            | X                            | X                            | X                            | –                            | 37                           | 281                          | –                                  |
| 2017                                                     | „Prosti”                                             | –                            | –                            | 37                           | 239                          | –                            | –                            | –                            | X                            | X                            | X                            | –                            | 37                           | 239                          | –                                  |
| 2017                                                     | „Ja poljubila”                                       | –                            | –                            | –                            | –                            | –                            | –                            | –                            | X                            | X                            | X                            | –                            | –                            | –                            | –                                  |
| 2017                                                     | „Muraszki”                                           | –                            | –                            | –                            | –                            | –                            | –                            | –                            | X                            | X                            | X                            | –                            | –                            | –                            | –                                  |
| 2018                                                     | „Wospominani’je”                                     | –                            | –                            | –                            | –                            | –                            | –                            | –                            | X                            | X                            | X                            | –                            | –                            | –                            | –                                  |
| 2018                                                     | „Zaberi men’ja”                                      | –                            | –                            | –                            | –                            | –                            | –                            | –                            | X                            | X                            | X                            | 880                          | –                            | –                            | –                                  |
| 2018                                                     | „Tik-tak”                                            | –                            | –                            | –                            | –                            | –                            | –                            | –                            | X                            | X                            | X                            | –                            | –                            | –                            | Orol i reszka (ścieżka dźwiękowa)  |
| 2018                                                     | „Ne oblamwaj”                                        | –                            | –                            | –                            | –                            | –                            | –                            | –                            | X                            | X                            | X                            | –                            | –                            | –                            | –                                  |
| 2018                                                     | „Stala silneje”                                      | –                            | –                            | –                            | –                            | –                            | –                            | –                            | X                            | X                            | X                            | –                            | –                            | –                            | Malcziki-3 (ścieżka dźwiękowa)     |
| 2018                                                     | „Krutisz'”                                           | –                            | 597                          | –                            | 904                          | –                            | –                            | –                            | X                            | X                            | X                            | 624                          | –                            | 904                          | –                                  |
| 2018                                                     | „Nenawizu-obozsza’ju”                                | –                            | –                            | –                            | –                            | –                            | –                            | –                            | X                            | X                            | X                            | –                            | –                            | –                            | –                                  |
| 2019                                                     | „Odinokij czelowek”                                  | –                            | –                            | –                            | –                            | –                            | –                            | –                            | –                            | –                            | X                            | –                            | –                            | –                            | –                                  |
| 2019                                                     | „Dewoszka-paj” (gościnnie: Timati)                   | –                            | –                            | –                            | –                            | –                            | –                            | –                            | –                            | –                            | X                            | –                            | –                            | –                            | Ne opublikowano                    |
| 2019                                                     | „Fak-ju” (gościnnie: Lucy Czebotina)                 | –                            | –                            | –                            | –                            | –                            | –                            | –                            | –                            | –                            | X                            | –                            | –                            | –                            | –                                  |
| 2019                                                     | „Wliublena w MDK”                                    | –                            | –                            | 6                            | 53                           | –                            | –                            | –                            | 28                           | 49                           | X                            | –                            | 6                            | 54                           | Neprilichno o lichnom              |
| 2019                                                     | „Za’ja”                                              | –                            | –                            | 12                           | –                            | –                            | –                            | –                            | 12                           | 23                           | X                            | –                            | 12                           | 115                          | Neprilichno o lichnom              |
| 2019                                                     | „Zanowo”                                             | –                            | –                            | –                            | –                            | –                            | –                            | –                            | –                            | –                            | X                            | –                            | –                            | –                            | Malcziki (ścieżka dźwiękowa)       |
| 2019                                                     | „Nogi dela’jut nogi”                                 | –                            | –                            | –                            | –                            | –                            | –                            | –                            | –                            | –                            | X                            | –                            | –                            | –                            | Neprilichno o lichnom              |
| 2019                                                     | „Polowina”                                           | –                            | –                            | 21                           | –                            | –                            | –                            | –                            | 59                           | 21                           | X                            | –                            | 21                           | 173                          | Neprilichno o lichnom              |
| 2019                                                     | „Mne poh” (oraz Morgenshtern)                        | 1                            | –                            | 1                            | 15                           | –                            | 35                           | –                            | 1                            | 1                            | X                            | 308                          | 1                            | 11                           | Neprilichno o lichnom              |
| 2019                                                     | „Hookah Hunnies” (oraz Bianca Bonnie i Brooke Lynne) | –                            | –                            | –                            | –                            | –                            | –                            | –                            | –                            | –                            | X                            | –                            | –                            | –                            | –                                  |
| 2019                                                     | „Dance Monkey” (rosyjski cover utworu Tones and I)   | –                            | –                            | 11                           | –                            | –                            | –                            | –                            | 56                           | –                            | X                            | –                            | –                            | –                            | –                                  |
| 2020                                                     | „Pokinula czat”                                      | 1                            | 25                           | –                            | 4                            | 47                           | –                            | –                            | 9                            | 14                           | X                            | 27                           | 5                            | 8                            | –                                  |
| 2020                                                     | „Baby”                                               | –                            | –                            | –                            | –                            | –                            | –                            | –                            | 52                           | –                            | X                            | –                            | –                            | –                            | –                                  |
| 2020                                                     | „Krasz” (oraz Niletto)                               | 1                            | 21                           | 1                            | 1                            | 41                           | –                            | –                            | 21                           | 3                            | X                            | 26                           | 1                            | 1                            | –                                  |
| 2020                                                     | „Himi’ja”                                            | –                            | –                            | –                            | –                            | –                            | –                            | –                            | 71                           | –                            | X                            | –                            | –                            | –                            | –                                  |
| 2020                                                     | „Soszła s uma” (cover utworu t.A.T.u)                | 5                            | –                            | –                            | –                            | –                            | –                            | –                            | –                            | –                            | X                            | –                            | –                            | –                            | –                                  |
| 2020                                                     | „Kostor” (oraz Hensy)                                | 1                            | 78                           | –                            | –                            | –                            | –                            | –                            | 13                           | –                            | X                            | 100                          | 10                           | 33                           | –                                  |
| 2020                                                     | „P’januju domoj”                                     | 2                            | 56                           | 7                            | 18                           | –                            | –                            | –                            | 21                           | 39                           | X                            | 87                           | 14                           | 32                           | –                                  |
| 2021                                                     | „Sladki’je malcziki”                                 | –                            | 89                           | –                            | –                            | –                            | –                            | –                            | –                            | –                            | X                            | –                            | –                            | –                            | –                                  |
| 2021                                                     | „Katusza”                                            | –                            | –                            | 49                           | –                            | –                            | –                            | –                            | –                            | –                            | X                            | –                            | 49                           | 247                          | –                                  |
| 2021                                                     | „Nokaut” (oraz Ruki Wwierch)                         | –                            | –                            | 11                           | 27                           | –                            | –                            | –                            | 42                           | 87                           | X                            | 141                          | 11                           | 64                           | –                                  |
| 2021                                                     | „Poduszka”                                           | –                            | –                            | 32                           | –                            | –                            | –                            | –                            | 50                           | 89                           | X                            | –                            | 32                           | 146                          | –                                  |
| 2021                                                     | „Toszka”                                             | 6                            | –                            | 13                           | 76                           | –                            | –                            | –                            | 37                           | 81                           | X                            | 604                          | 13                           | 76                           | –                                  |
| 2021                                                     | „La La La”                                           | 4                            | 56                           | 7                            | 29                           | –                            | –                            | –                            | 31                           | 57                           | X                            | 72                           | 7                            | 29                           | –                                  |
| 2021                                                     | „Derżi” (oraz Dima Biłan)                            | –                            | –                            | –                            | –                            | –                            | –                            | –                            | –                            | –                            | X                            | –                            | –                            | –                            | 13 druze’j Bilana                  |
| 2021                                                     | „Katastrofa”                                         | –                            | 72                           | 49                           | 83                           | –                            | –                            | –                            | 55                           | –                            | X                            | 104                          | 49                           | 83                           | –                                  |
| 2021                                                     | „Choczesz” (oraz Artur Pirożkow)                     | –                            | 60                           | 6                            | 22                           | –                            | –                            | –                            | 7                            | 13                           | X                            | 346                          | 6                            | 51                           | –                                  |
| 2022                                                     | „Ja teb’ja na’jdu”                                   | –                            | –                            | –                            | –                            | –                            | –                            | –                            | –                            | –                            | X                            | –                            | X                            | X                            | Malczik-delfin (ścieżka dźwiękowa) |
| 2022                                                     | „Mama”                                               | –                            | –                            | –                            | –                            | –                            | –                            | –                            | –                            | –                            | X                            | –                            | X                            | X                            | Malczik-delfin (ścieżka dźwiękowa) |
| 2022                                                     | „Dumal” (oraz Soda Luv)                              | –                            | –                            | –                            | –                            | –                            | –                            | –                            | –                            | –                            | X                            | –                            | X                            | X                            | –                                  |
| 2022                                                     | „Bumerang”                                           | 7                            | –                            | 8                            | 33                           | –                            | –                            | –                            | 61                           | –                            | X                            | –                            | X                            | X                            | –                                  |
| 2022                                                     | „Skura” (oraz Mari Kraimbrery)                       | 4                            | –                            | 21                           | 95                           | –                            | –                            | –                            | –                            | –                            | X                            | –                            | X                            | X                            | –                                  |
| 2022                                                     | „Placzesz”                                           | 5                            | –                            | 24                           | –                            | –                            | –                            | –                            | –                            | –                            | X                            | –                            | X                            | X                            | –                                  |
| 2022                                                     | „Ne so mnoj”                                         | –                            | 87                           | 25                           | 66                           | –                            | –                            | –                            | –                            | –                            | X                            | 50                           | X                            | X                            | –                                  |
| 2022                                                     | „Rozowoja luna” (oraz Jarachow i Sqwoz Bab)          | –                            | –                            | –                            | –                            | X                            | –                            | –                            | –                            | –                            | X                            | –                            | X                            | X                            | –                                  |
| 2023                                                     | „Zamuż”                                              | 2                            | 41                           | 56                           | 39                           | X                            | –                            | –                            | –                            | –                            | X                            | 64                           | X                            | X                            | –                                  |
| 2023                                                     | „Odnażdy” (oraz Temnee)                              | –                            | –                            | –                            | –                            | X                            | –                            | –                            | –                            | –                            | X                            | –                            | X                            | X                            | –                                  |
| 2023                                                     | „P’jatnica” (oraz DJ Smash)                          | 1                            | 48                           | –                            | 57                           | X                            | –                            | –                            | –                            | –                            | X                            | 70                           | X                            | X                            | –                                  |
| 2023                                                     | „Sorwalas’”                                          | –                            | 423                          | 70                           | 233                          | X                            | –                            | –                            | –                            | –                            | X                            | 727                          | X                            | X                            | –                                  |
| 2023                                                     | „(ne) Besisz’”                                       | –                            | 562                          | –                            | 648                          | X                            | –                            | –                            | –                            | –                            | X                            | 938                          | X                            | X                            | –                                  |
| 2023                                                     | „Kaby ne bylo teb’ja” (oraz Feduk)                   | 1                            | 57                           | –                            | 71                           | X                            | –                            | –                            | –                            | –                            | X                            | 88                           | X                            | X                            | –                                  |
| 2023                                                     | „Ne piszite bywszim”                                 | –                            | 460                          | –                            | 548                          | X                            | –                            | –                            | –                            | –                            | X                            | 662                          | X                            | X                            | –                                  |
| „–” oznacza, że singel nie był notowany na danej liście. |                                                      |                              |                              |                              |                              |                              |                              |                              |                              |                              |                              |                              |                              |                              |                                    |

#### Jako gościnna artystka
| Rok  | Tytuł                                       | Najwyższe pozycje na listach | Najwyższe pozycje na listach | Najwyższe pozycje na listach | Najwyższe pozycje na listach | Najwyższe pozycje na listach | Najwyższe pozycje na listach | Album |
| Rok  | Tytuł                                       | RUS                          | RUS                          | UKR                          | UKR                          | WNP                          | WNP                          | Album |
| Rok  | Tytuł                                       | YouTube                      | All Media                    | YouTube                      | All Media                    | YouTube                      | All Media                    | Album |
| ---- | ------------------------------------------- | ---------------------------- | ---------------------------- | ---------------------------- | ---------------------------- | ---------------------------- | ---------------------------- | ----- |
| 2019 | „Greki” (Jegor Krid, gościnnie: Klava Koka) | 7                            | 56                           | 27                           | 45                           | 14                           | 105                          | –     |

## Nagrody i nominacje
| Rok  | Konkurs                                              | Kategoria                                                | Nominowana praca | Rezultat  | Źr.                    |
| ---- | ---------------------------------------------------- | -------------------------------------------------------- | ---------------- | --------- | ---------------------- |
| 2019 | „Daj Pjat’!” – Natsional’naja telewizionnaja premija | Ulubiona piosenkarka                                     | Klava Koka       | Wygrana   | [ 200 ]                |
| 2019 | Nickelodeon Kids’ Choice Awards 2019                 | Ulubiony rosyjski vloger muzyczny                        | Klava Koka       | Nominacja | [ 201 ] [ 202 ] [ 6 ]  |
| 2020 | MTV Europe Music Awards 2020                         | Najlepszy rosyjski wykonawca                             | Klava Koka       | Nominacja | [ 203 ]                |
| 2020 | Odnoklassniki: Samyy OK!                             | Hit roku                                                 | „Krasz”          | Nominacja | [ 28 ]                 |
| 2020 | Rosyjskie Nagrody Muzyczne „Victoria”                | Najlepsza popowa piosenka                                | „Pokinula czat”  | Nominacja | [ 29 ]                 |
| 2020 | Rosyjskie Nagrody Muzyczne „Victoria”                | Taneczny hit roku                                        | „Krasz”          | Nominacja | [ 29 ]                 |
| 2021 | Nagrody Nowoje Radio 2021                            | Najlepszy artysta                                        | Klava Koka       | Nominacja | [ 204 ]                |
| 2021 | Nagrody Muzyczne ŻARA 2021                           | Piosenkarz roku                                          | Klava Koka       | Nominacja | [ 30 ]                 |
| 2021 | Nagrody Muzyczne ŻARA 2021                           | Współpraca roku                                          | „Krasz”          | Nominacja | [ 30 ]                 |
| 2021 | Tophit Music Awards 2021                             | Najpopularniejszy teledysk na YouTube w Rosji            | „Pokinula czat”  | Wygrana   | [ 205 ]                |
| 2021 | Tophit Music Awards 2021                             | Najpopularniejszy wykonawca na YouTube w Rosji           | Klava Koka       | Wygrana   | [ 205 ]                |
| 2021 | Nagroda MUZ-TV 2021                                  | Najlepsza artystka                                       | Klava Koka       | Nominacja | [ 206 ] [ 207 ] [ 31 ] |
| 2021 | Nagroda MUZ-TV 2021                                  | Najlepszy kobiecy teledysk                               | „Pokinula czat”  | Nominacja | [ 206 ] [ 207 ] [ 31 ] |
| 2021 | Nagroda MUZ-TV 2021                                  | Najlepsza współpraca                                     | „Krasz”          | Wygrana   | [ 206 ] [ 207 ] [ 31 ] |
| 2021 | Forbes                                               | 30 najbardziej obiecujących Rosjan przed 30 rokiem życia | Klava Koka       | Nominacja | [ 208 ]                |